# Chiesa di San Nicola dei Greci
La chiesa di San Nicola dei Greci, eretta per volere di Federico II di Svevia nel 1232, è una chiesa di Altamura e si trova sulla via principale del centro storico, corso Federico II di Svevia, a pochi passi dalla cattedrale di Santa Maria Assunta.
È una delle parrocchie della diocesi di Altamura-Gravina-Acquaviva delle Fonti.

## Storia
Costruita nel 1232, quando in città si inizia anche la costruzione della cattedrale, in stile romanico per la locale comunità bizantina di rito greco-ortodosso ad opera di presbiteri greci, è dedicata a san Nicola di Mira e viene successivamente ristrutturata nella seconda metà del XVI secolo. La chiesa fu officiata con rito greco fino al 1601, quando viene riadattata al rito latino e modificata l'iconostasi interna. In quest'occasione il mastro Cola de Gessa realizzò il portale terminato tra il 1574 e il 1576, mentre successivamente, nel 1870, viene restaurato il Coro.
Il 28 giugno 1986 Tarcisio Pisani, vescovo di Altamura-Gravina-Acquaviva delle Fonti, istituisce la parrocchia di San Nicola dei Greci nella stessa chiesa.

## Descrizione

### Facciata

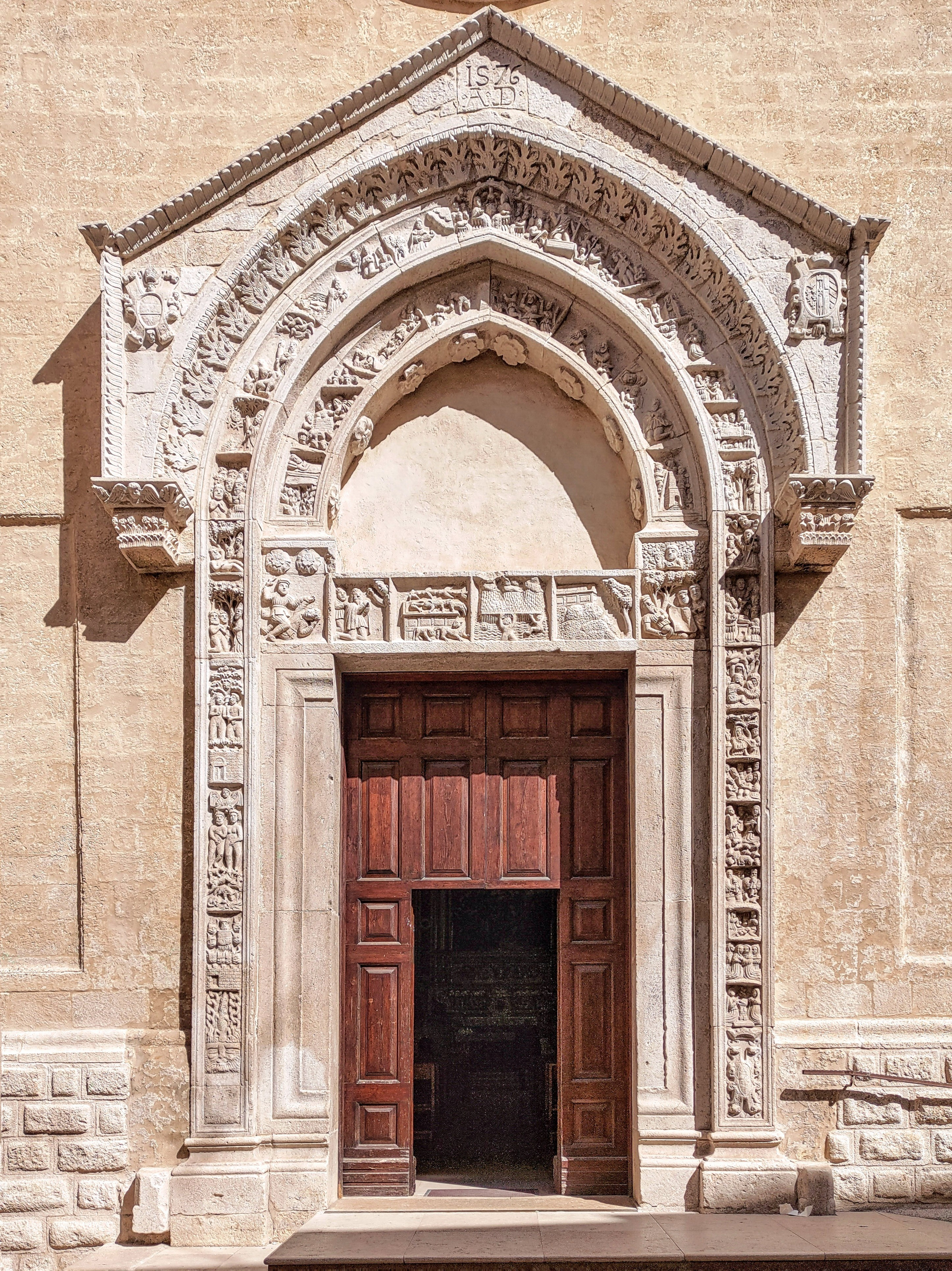
Il portale

Impostata su un basamento a bugne, la facciata, che richiama alcuni elementi gotici, ha profilo a capanna con rosone centrale e il portale, un protiro su mensole a terminazione cuspidata, con tre fasce di decorazione scolpita. I rilievi delle fasce laterali e dell'architrave narrano le storie dell'Antico e del Nuovo Testamento. In centro alla cuspide campeggia la Trinità, circondata da angeli e santi, mentre sulla fascia verticale sinistra viene riprodotta l'immagine del Paradiso terrestre e la creazione di Adamo ed Eva.
Si trova poi rappresentata la scena del peccato originale, con il giardino dell'Eden racchiuso in un recinto di mura, e la cacciata di Adamo ed Eva. Poi vi è la raffigurazione dell'Inferno popolato di diavoli cornuti e grotteschi, accerchiati da scene di pene infernali, sintetizzate dal pentolone in cui cuoce un dannato. Nel fondo dell'Inferno si vede Lucifero precipitare in catene nell'abisso, personificato, secondo la tradizione, da un vecchio dai capelli e dalla barba fluttuanti.
Sull'architrave alla base della lunetta vengono riprodotte le vicende di Caino ed Abele, della costruzione dell'arca e del diluvio universale. Le immagini bibliche iniziano la narrazione della vita di Gesù partendo dal basso con la scena dell'Annunciazione e dell'incontro tra Maria ed Elisabetta. Segue la Natività con il bue e due zampognari, dimostrazione di come in questo periodo fosse già radicata l'immagine del presepe. Vi è poi l'adorazione dei pastori e l'arrivo dei tre magi che portano doni e infine ci sono la fuga in Egitto e la strage degli innocenti.

### Interno
L'interno, a navata unica con sei piccole cappelle laterali, conserva un interessante soffitto ligneo seicentesco con scene della vita di san Nicola. All'ingresso della chiesa, si trova il fonte battesimale in pietra locale, coperto di bronzo, che costituisce una delle poche testimonianze dell'antica chiesa. L'attuale altare maggiore in legno è aggiunto nel 1985 e l'ambone il legno modanato nel 1995.

#### Cappelle laterali
Degni di nota sono anche gli altari lignei laterali dorati con decorazione ad intarsio, realizzati nel 1600 ed ispirati ai retablos spagnoli, e il dipinto su tela raffigurante il Martirio di Santa Beatrice, collocato sul terzo altare a destra. La santa è inginocchiata e con la testa riversa, mentre il carnefice le stringe il collo col cappio ed un angelo dall'alto scende a coronarla di fiori. Secondo la tradizione locale, l'opera è del Plantamura, un pittore altamurano. A lui sono attribuite le opere più disparate, caratterizzate da una pittura mossa e napoletaneggiante. 
Vi è inoltre una statua in pietra dipinta raffigurante san Nicola di Bari seduto in atto di benedire, alta 1,30 m., nel terzo altare a sinistra; la testa viene modificata quando la mitra viene ridotta per il passaggio dal rito greco a quello latino. La mano destra è mobile e realizzata in legno e gesso. La statua risale alla metà del XVI secolo ed è da ricollegare alle statue analoghe del presepe custodito nella cattedrale di Santa Maria Assunta.
L'impianto dell'altare delle cappelle prevede al centro la statua del santo a cui è dedicato, affiancato da altre figure di santi, separati tra loro da colonne e cornici. Sul lato destro si trovano gli altari di sant'Antonio da Padova, san Francesco d'Assisi e santa Beatrice. Sul lato sinistro, invece, si trovano gli altari di Nostra Signora di La Salette, del Crocifisso e di san Nicola di Bari.

### Presbiterio
Caratterizzato da un arco maggiore a sesto acuto, che segna la divisione della navata con il presbiterio, il presbiterio presenta l'altare maggiore, dedicato all'incoronazione di Maria Assunta. Si tratta di una struttura in legno e gesso, rivestita di intarsi di marmo policromi che richiamano fortemente l'architettura napoletana dell'epoca, ed è attribuibile ai lavori di due maestri. La mensa marmorea con le sculture sono attribuite ad un maestro napoletano e il dipinto che raffigura Maria incoronata dal Padre celeste tra gli angeli e i santi è di un maestro locale.
Il coro ligneo posto nel presbiterio è stato rimosso e depositato nella chiesa di San Biagio e ciò ha causato la perdita di buona parte degli elementi compositivi; il pulpito, risalente al XVIII secolo, è realizzato in legno.